# 中國皇儲列表
以下的列表列出中国历史上经正式册封的储君，与君主关系中未标明头衔者皆为皇太子，并仅限于君主头衔为皇帝的政权。北魏孝明帝元詡的女儿女帝元氏是中国历史上唯一的女性皇储。

## 秦
| 君主       |   | 皇储 | 与君主关系 | 皇储谥号 | 在位期間         | 備註                                                 |
| 秦始皇嬴政 | 1 | 胡亥 | 第十八子   | 二世皇帝 | 前210年 （21岁） | 于秦始皇死后矫诏杀其长兄扶苏，自立为太子，回咸阳即位 |

## 漢

### 西漢
| 君主       |   | 皇储       | 与君主关系       | 皇储谥号            | 在位期間                                | 生母/本生父母                                            | 備註 |
| 漢高祖劉邦 | 1 | 刘盈       | 嫡子（排行次子） | 漢惠帝              | 前202年－前195年 （9岁－16岁）          | 高皇后吕雉（时为平民）                                   | 以太子即位 |
| 汉惠帝劉盈 | 1 | 西汉前少帝 | 庶长子           | 西汉前少帝 （幼儿） | 前188年                                 | 惠帝后宫（姓名不详），养母为皇后张氏                     | 其祖母皇太后吕雉令其嫡母張皇后收养之立为太子，并杀其生母。前184年，前少帝得知母仇扬言报复，吕雉遂废杀之 |
| 汉文帝劉恆 | 1 | 劉啟       | 庶五子           | 汉景帝              | 前179年－前157年 （10岁－32岁）         | 孝文皇后窦氏（时为代王妾室）                             | 被立为太子后，母窦氏被立为皇后。 |
| 汉景帝劉啟 | 1 | 劉榮       | 庶长子           | 臨江閔王            | 前153年－前150年 （15岁以上到20岁左右） | 栗姬                                                     | 被廢黜，後被迫自盡 |
|            | 2 | 劉徹       | 嫡子             | 漢武帝              | 前150年－前141年 （7岁－16岁）          | 皇后王氏（时为夫人）                                     | 母王氏立为皇后后，被立为太子，以太子即位 |
| 漢武帝劉徹 | 1 | 劉據       | 嫡长子           | 戾太子              | 前122年－前91年 （7岁－38岁）           | 思皇后卫子夫（时为夫人）                                 | 被废后起兵失败，自杀 |
|            | 2 | 劉弗陵     | 庶幼子           | 汉昭帝              | 前87年 （8岁）                          | 钩弋夫人赵氏                                             | 以太子即位 |
| 汉宣帝劉詢 | 1 | 劉奭       | 嫡长子           | 漢元帝              | 前67年－前49年 （10岁－28岁）           | 恭哀皇后许平君（时为平民）                               | 以太子即位 |
| 汉元帝劉奭 | 1 | 劉驁       | 嫡长子           | 漢成帝              | 前47年－前33年 （5岁－19岁）            | 皇后王政君（时为太子妾室）                               | 劉驁被立为太子后，母王政君为婕妤、皇后，以太子即位 |
| 汉成帝劉驁 | 1 | 劉欣       | 侄子             | 汉哀帝              | 前8年－前7年 （18岁－19岁）             | 汉成帝弟定陶恭王刘康之子，妾丁姬所生                     | 成帝无子，侄劉欣以太子即位 |
| 漢平帝劉衎 | 1 | 劉婴       | 堂侄             | 孺子婴              | 6年－8年 （2岁－4岁）                   | 汉宣帝玄孙、楚孝王劉囂曾孙、廣戚煬侯劉勳孙、广戚侯刘显子 | 5年，汉朝外戚王莽毒死汉平帝，次年从汉朝皇室中挑选了时年2岁的刘婴。但是，因年龄太小，并未正式即位，仅当一个“皇太子”。王莽自称“摄皇帝”，8年王莽强迫刘婴禅位给他，建国号“新”，尊刘婴为定安公。25年，刘婴被更始帝杀死 |

### 新
| 君主       |   | 皇储 | 与君主关系 | 皇储谥号 | 在位期間                 | 生母/本生父母            | 備註                                       |
| 新皇帝王莽 | 1 | 王臨 | 嫡子，四子 | 缪王     | 9年－21年 （18岁－30岁） | 王皇后（时为新都侯夫人） | 因与王莽的侍妾私通，谋杀王莽，被逼令自杀。 |

### 东汉
| 君主         |   | 皇储   | 与君主关系 | 皇储谥号 | 在位期間                   | 生母/本生父母  | 備註                                             |
| 汉光武帝劉秀 | 1 | 劉彊   | 嫡长子     | 东海恭王 | 26年－43年 （2岁－19岁）   | 废皇后郭聖通   | 母亲被废后，辞位为東海王                         |
|              | 2 | 劉莊   | 嫡子，四子 | 汉明帝   | 43年－57年 （16岁－30岁）  | 光烈皇后阴丽华 | 以太子即位                                       |
| 汉明帝劉莊   | 1 | 劉炟   | 庶子，五子 | 漢章帝   | 60年－75年 （3岁－18岁）   | 賈貴人         | 马皇后抚养，以太子即位                           |
| 汉章帝劉炟   | 1 | 劉慶   | 庶子，三子 | 清河孝王 | 79年－82年 （2岁－5岁）    | 宋貴人         | 被廢为清河王                                     |
|              | 2 | 劉肇   | 庶子，四子 | 漢和帝   | 82年－88年 （4岁－10岁）   | 梁貴人         | 以太子即位                                       |
| 汉和帝劉肇   | 1 | 劉隆   | 庶幼子     | 汉殇帝   | 105年 （1岁）              | 后宫所生       | 年仅百天，以太子即位                             |
| 汉安帝劉祜   | 1 | 劉保   | 庶子       | 漢順帝   | 120年－124年 （6岁－10岁） | 李宮人         | 被廢为济阴王，北鄉侯劉懿死后，孫程等发动政變拥立 |
| 汉顺帝劉保   | 1 | 劉炳   | 庶子       | 汉冲帝   | 144年 （2岁）              | 虞貴人         | 以太子即位                                       |
| 汉献帝刘协   | 1 | 皇太子 | 嫡子       | 太子     | ？-220年                   | 献穆皇后曹节   | 汉亡，降为山阳公太子，早亡，其子刘康即山阳公位   |

## 三国

### 蜀漢
| 君主         |   | 皇储 | 与君主关系 | 皇储谥号                     | 在位期間                    | 生母/本生父母 | 備註                                            |
| 漢昭烈帝刘备 | 1 | 刘禅 | 庶出长子   | 汉懷帝，蜀汉亡入魏封安乐思公 | 221年－223年 （15岁－17岁） | 夫人甘梅      | 以太子即位                                      |
| 漢懷帝刘禅   | 1 | 刘璿 | 庶长子     |                              | 238年－263年 （15岁－40岁） | 贵人王氏      | 蜀漢灭亡后，264年当鍾會在成都反魏时为乱兵所害。 |

### 曹魏
| 君主       |   | 皇储 | 与君主关系 | 皇储谥号 | 在位期間       | 生母/本生父母                                    | 備註                                                |
| 魏文帝曹丕 | 1 | 曹叡 | 长子       | 魏明帝   | 226年 （22岁） | 甄氏                                             | 以太子即位                                          |
| 魏明帝曹叡 | 1 | 曹芳 | 堂侄       | 邵陵厉公 | 239年 （9岁）  | 曹操之曾孙、任城王曹彰之孙、曹楷之子，魏明帝养子 | 以太子即位，254年被司马师废为齐王，后入晋为邵陵县公 |

### 東吳
| 君主       |   | 皇储                | 与君主关系 | 皇储谥号   | 在位期間                    | 備註                                                                       |
| 吳大帝孙权 | 1 | 孫登                | 庶子，长子 | 宣太子     | 229年－241年 （21岁－33岁） | 徐夫人以养母身份抚养他，241年，孙登病逝                                    |
|            | 2 | 孫和                | 庶子，三子 | 文皇帝     | 242年－250年 （19岁－27岁） | 王夫人所生，后来被废黜，253年，被宗室孫峻赐死，264年，其子孙皓即位         |
|            | 3 | 孫亮                | 嫡子，七子 | 史称吴废帝 | 250年－252年 （8岁－10岁）  | 潘皇后所生，以太子即位，258年，孙綝废孙亮为会稽王，260年，贬为候官侯，自杀 |
| 吳景帝孫休 | 1 | 孙𩅦（雨+单，音湾） | 嫡长子     |            | 262年－264年                | 朱皇后所生，264年被废，266年为孫皓所杀                                     |
| 吳末帝孙皓 | 1 | 孙瑾                | 长子       |            | 269年－280年                | 吴国灭亡，随父入晋，被封为中郎                                             |

## 晉

### 西晋
| 君主         |   | 皇储   | 与君主关系                   | 皇储谥号 | 在位期間                    | 生母/本生父母                  | 備註 |
| 晉武帝司馬炎 | 1 | 司馬衷 | 嫡子（排行第二，同母兄夭折） | 晋惠帝   | 267年－290年 （9岁－32岁）  | 武元皇后楊艷                   | 以太子即位 |
| 晋惠帝司馬衷 | 1 | 司馬遹 | 庶长子                       | 愍懷太子 | 290年－299年 （13岁－22岁） | 淑媛謝玖                       | 300年被嫡母贾南风杀害 |
|              | 2 | 司馬臧 | 皇太孙，司馬遹庶次子         | 濮阳哀王 | 300年－301年 （4岁－5岁）   | 保林蒋俊                       | 300年司马伦杀贾后，复以太子之子临淮王司马臧为皇太孙。301年，司马伦篡位，司马臧被改封为濮阳王，不久被司马伦所杀                                  |
|              | 3 | 司马尚 | 皇太孙，司馬遹庶出三子       | 冲太孙   | 301年－302年 （2岁－3岁）   |                                | 301年，赵王司马伦篡位称帝，不久败死，复以太子之子襄阳王司马尚为皇太孙，302年去世                                                                |
|              | 4 | 司马覃 | 侄子                         |          | 302年－304年 （8岁－10岁）  | 清河康王司马遐之子，晋武帝之孙 | 302年，齐王司马冏上书建议封司马覃为皇太子。304年，司马颖控制政府，废太子司马覃复为清河王，永嘉初被害                                            |
|              | 5 | 司马颖 | 皇太弟，晋惠帝十六弟         | 成都县王 | 304年 （26岁）              | 才人程氏                       | 304年控制政府，废太子司马覃，自为皇太弟，后为王浚所击败，同年被废杀                                                                             |
|              | 6 | 司马炽 | 皇太弟，晋惠帝二十五弟       | 晋怀帝   | 304年－306年 （21岁－23岁） | 中才人王媛姬                   | 304年，河间王司马颙控制政府时所遴选，306年惠帝被毒殺后即位                                                                                      |
| 晉懷帝司馬熾 | 1 | 司马诠 | 侄子                         |          | 307年－311年 （10岁左右）   | 父：清河康王司馬遐             | 永嘉之乱被俘 |
|              | 2 | 司马端 | 侄子                         |          | 311年 （十几岁）            | 父：清河康王司馬遐             | 永嘉之乱后，大将军苟晞立豫章王司马端为皇太子，70天后被汉赵俘虏                                                                                  |
|              | 3 | 司馬鄴 | 侄子                         | 晋愍帝   | 312年－313年 （13岁－14岁） | 吴王司马晏之子，晋武帝之孙     | 311年，晋怀帝于洛阳被俘之后司马邺逃亡许昌，后在雍州刺史贾疋的护送下逃入长安，312年，自立为皇太子。313年晋怀帝于平阳遇害之后，司马邺于长安即帝位 |
|              | 4 | 不详   | 不详                         | 不详     | 311年－314年                | 不详                           | 晋怀帝被俘后，幽州刺史王浚承制立太子，但史书没有记载此太子的身世和名讳。314年王浚败亡，此太子下落不明                                           |

### 东晋
| 君主           |   | 皇储     | 与君主关系 | 皇储谥号 | 在位期間                    | 生母/本生父母 | 備註       |
| 晉元帝司馬睿   | 1 | 司馬紹   | 庶长子     | 晉明帝   | 318年－322年 （20岁－24岁） | 妾荀氏        | 以太子即位 |
| 晉明帝司馬紹   | 1 | 司馬衍   | 嫡长子     | 晉成帝   | 325年 （5岁）               | 皇后庾文君    | 以太子即位 |
| 晉康帝司馬岳   | 1 | 司馬聃   | 嫡长子     | 晉穆帝   | 344年 （2岁）               | 献皇后褚蒜子  | 以太子即位 |
| 晉簡文帝司馬昱 | 1 | 司馬曜   | 庶子，三子 | 晋孝武帝 | 372年 （11岁）              | 夫人李陵容    | 以太子即位 |
| 晋孝武帝司馬曜 | 1 | 司馬德宗 | 庶长子     | 晋安帝   | 387年－396年 （6岁－15岁）  | 淑媛陳歸女    | 以太子即位 |

## 十六國

### 成汉
| 君主         |   | 皇储 | 与君主关系 | 皇储谥号   | 在位期間                    | 備註                                                   |
| 成武帝李雄   | 1 | 李班 | 侄子       | 成哀帝     | 324年－334年 （37岁－47岁） | 李雄之兄李荡之子，以太子即位，同年被李雄之子李越所杀。 |
| 漢昭文帝李寿 | 1 | 李势 | 庶长子     | 史称漢末主 | 338年－343年 （二十几岁）   | 李宮人所生，以太子即位                                 |

### 汉赵
| 君主         |   | 皇储   | 与君主关系 | 皇储谥号 | 在位期間     | 備註 |
| 漢光文帝劉淵 | 1 | 劉和   | 嫡长子     |          | 310年        | 呼延皇后所生，以太子即位，旋被刘聪所杀 |
| 漢昭武帝劉聰 | 1 | 劉乂   | 皇太弟     |          | 310年－317年 | 劉淵單皇后所生，310年，刘聪政变，杀其兄皇帝刘和，刘聪为刘渊庶子，而刘乂为嫡子，故立其为皇太弟，317年，被刘聪皇子刘粲诬告刘乂谋反，被废为北部王，不久为刘粲派人所杀 |
|              | 2 | 刘粲   | 嫡子       | 漢隱帝   | 317年－318年 | 呼延皇后所生，以太子即位 |
| 漢隱帝刘粲   | 1 | 劉元公 | 嫡子       |          | 318年        | 靳皇后所生 |
| 前趙末帝刘曜 | 1 | 刘熙   | 嫡子       |          | 319年－329年 | 羊皇后所生，328年，刘曜兵败为后赵所俘，刘熙成为汉赵实际上的领导人，但并未登基称帝。329年，后赵中山公石虎大破汉赵军，刘熙被擒，不久被杀，汉赵自此灭亡               |

### 后赵
| 君主           |   | 皇储 | 与君主关系                       | 皇储谥号 | 在位期間                    | 生母/本生父母      | 備註                                                                  |
| 後趙明帝石勒   | 1 | 石弘 | 庶子，次子                       | 海陽王   | 330年－333年 （17岁－20岁） | 程夫人             | 以太子即位，被族兄石虎废杀                                            |
| 後趙武帝石虎   | 1 | 石邃 | 嫡长子（一说排行二，同母兄夭折） |          | 337年 （二十几岁）          | 天王皇后鄭櫻桃     | 330年立为齐王，333年立为魏王太子，337年立为皇太子，同年被其父石虎处死 |
|                | 2 | 石宣 | 嫡子，次子                       |          | 337年－348年                | 天王皇后杜珠       | 333年为河间王，337年立为皇太子，348年被其父石虎虐杀                   |
|                | 3 | 石世 | 嫡子，最幼子                     |          | 348年－349年 （10岁－11岁） | 劉皇后             | 初为齐公，348年立为皇太子，349年继石虎为皇帝，同年被异母兄石遵废杀    |
| 後趙彭城王石遵 | 1 | 石衍 | 侄子                             |          | 349年                       | 石遵兄燕王石斌之子 | 石遵曾打算立石閔为储；被冉閔所弑                                      |

### 冉魏
| 君主         |   | 皇储 | 与君主关系 | 皇储谥号 | 在位期間     | 備註                                                                    |
| 冉魏平帝冉闵 | 1 | 冉智 | 嫡子       |          | 350年－352年 | 董皇后所生，冉魏亡後被俘，前燕景昭帝封其为“海宾侯”，354年因谋反被诛杀。 |

### 前秦
| 君主           |   | 皇储 | 与君主关系   | 皇储谥号     | 在位期間       | 備註 |
| 前秦明帝苻健   | 1 | 苻苌 | 嫡长子       | 献哀太子     | 351年－354年   | 強皇后所生，354年为流矢所中死 |
|                | 2 | 苻生 | 嫡子，三子   | 前秦厲王     | 355年 （22岁） | 強皇后所生，以太子即位 |
| 前秦宣昭帝苻坚 | 1 | 苻宏 | 嫡子         |              | 357年－385年   | 苟皇后所生，苻堅死后南逃东晋，随桓玄篡晋，失败被杀 |
| 前秦哀平帝苻丕 | 1 | 苻寧 | 嫡子         |              | 385年－386年   | 楊皇后所生，苻堅死后南逃东晋，投奔叔父苻宏 |
| 前秦高帝苻登   | 1 | 苻懿 | 皇太弟，族弟 | 献哀太弟     | 387年－388年   | 387年，苻懿为哀平帝苻丕之子，封勃海王，苻丕被晋军所杀之后，大臣护送苻懿及弟弟济北王苻昶到远房堂兄南安王苻登所控制地区。苻登起初提议拥护苻懿继位，但在大部分部下拥护之下自己继位，封苻懿当太弟，388年，苻懿去世，苻登改封儿子苻崇当太子 |
|                | 2 | 苻崇 | 子           | 史称前秦末主 | 388年－394年   | 苻登被杀后，以太子即位 |
| 前秦哀平帝苻崇 | 1 | 苻宣 | 子           |              | 394年          | 苻崇死后投靠仇池杨盛 |

### 后秦
| 君主           |   | 皇储 | 与君主关系 | 皇储谥号     | 在位期間                    | 備註                   |
| 後秦武昭帝姚苌 | 1 | 姚兴 | 嫡长子     | 後秦文桓帝   | 386年－394年 （21岁－29岁） | 虵皇后所生，以太子即位 |
| 後秦文桓帝姚兴 | 1 | 姚泓 | 长子       | 史称后秦末主 | 402年－416年 （15岁－29岁） | 以太子即位             |

### 后凉
| 君主           |   | 皇储 | 与君主关系 | 皇储谥号 | 在位期間                  | 備註                                         |
| 後涼懿武帝吕光 | 1 | 吕绍 | 嫡子       | 後涼隱王 | 396年－399年 （21岁－岁） | 石皇后所生，吕光内禅，以太子即位，被吕纂所杀 |

### 前燕
| 君主             |   | 皇储   | 与君主关系         | 皇储谥号   | 在位期間                    | 備註 |
| 前燕文明帝慕容皝 | 1 | 慕容儁 | 嫡子，次子         | 前燕景昭帝 | 335年－348年 （17岁－30岁） | 段皇后所生，以世子即位 |
| 前燕景昭帝慕容儁 | 1 | 慕容晔 | 嫡长子             | 献怀太子   | 352年－356年                | 356年七月十二日病逝 |
|                  | 2 | 慕容暐 | 嫡子，三子         | 前燕幽帝   | 357年－360年 （8岁－11岁）  | 可足渾皇后所生，以太子即位 |
| 前燕幽帝慕容暐   | 1 | 慕容沖 | 皇太弟，慕容暐幼弟 | 西燕威帝   | 384年－385年 （26岁－27岁） | 384年，西燕济北王慕容泓先为部属高盖所杀，慕容冲才被拥立为皇太弟，未登帝位前实际上已是国家元首，但因兄长慕容暐仍然在世，而原为前燕皇帝，当时由前秦所扣留，所以慕容冲只称太弟，到慕容暐被前秦所杀才称皇帝，385年，慕容冲即帝位 |

### 后燕
| 君主             |   | 皇储   | 与君主关系 | 皇储谥号   | 在位期間                    | 備註                                   |
| 後燕成武帝慕容垂 | 1 | 慕容宝 | 嫡子，四子 | 後燕惠愍帝 | 384年－396年 （30岁－42岁） | 成昭皇后所生，以太子即位               |
| 後燕惠愍帝慕容宝 | 1 | 慕容策 | 嫡子，三子 | 献哀太子   | 396年－398年 （11岁－13岁） | 惠德皇后所生，被兰汗谋殺               |
| 後燕昭武帝慕容盛 | 1 | 慕容定 | 子         |            | 400年－401年                | 在父慕容盛死后被叔祖慕容熙所废，旋被殺 |

### 北燕
| 君主             |   | 皇储     | 与君主关系 | 皇储谥号 | 在位期間     | 備註                               |
| 北燕惠懿帝慕容雲 | 1 | 慕容彭城 | 嫡子       |          | 408年－409年 | 李皇后所生，被冯跋所杀             |
| 北燕文成帝馮跋   | 1 | 冯永     | 嫡长子     |          | 409年－426年 | 孙王后所生，病逝                   |
|                  | 2 | 冯翼     | 次子       |          | 426年－430年 | 被北燕昭成帝馮弘遣使赐死。         |
| 北燕昭成帝馮弘   | 1 | 冯王仁   | 嫡子       |          | 432年－436年 | 慕容王后所生，被高句丽王高琏處死。 |

### 南燕
| 君主             |   | 皇储   | 与君主关系 | 皇储谥号     | 在位期間       | 備註                                   |
| 南燕獻武帝慕容德 | 1 | 慕容超 | 侄子       | 史称南燕末主 | 405年 （21岁） | 慕容德哥哥北海王慕容納之子，以太子即位 |

### 夏国
| 君主             |   | 皇储   | 与君主关系 | 皇储谥号   | 在位期間     | 備註 |
| 夏武烈帝赫连勃勃 | 1 | 赫連璝 | 长子       |            | 413年－424年 | 424年，赫连勃勃欲废太子赫连璝，改立酒泉公赫连伦，赫连璝发兵攻杀赫连伦，后赫连昌再袭杀赫连璝平乱，赫连勃勃遂以赫连昌为太子。      |
|                  | 2 | 赫連昌 | 三子       | 史称夏秦王 | 424年－425年 | 425年，赫连勃勃去世，赫连昌继位，428年，北魏俘赫连昌，430年，北魏太武帝拓跋焘封其为秦王，434年，赫连昌叛魏西逃，途中被抓获格杀。 |

## 南北朝

### 南朝·宋
| 君主         |   | 皇储   | 与君主关系 | 皇储谥号     | 在位期間                    | 生母/本生父母  | 備註             |
| 宋武帝劉裕   | 1 | 刘义符 | 庶长子     | 宋少帝       | 420年－422年 （15岁－17岁） | 夫人張氏       | 以太子即位       |
| 宋文帝劉義隆 | 1 | 劉劭   | 嫡长子     | 元凶         | 429年－453年 （6岁－30岁）  | 元皇后袁齊媯   | 弑父后以太子即位 |
| 宋元凶劉劭   | 1 | 刘伟之 | 嫡长子     |              | 453年                       | 皇后殷玉英     | 被刘骏處死       |
| 宋孝武帝刘骏 | 1 | 刘子业 | 嫡长子     | 史称宋前廢帝 | 454年－464年 （6岁－16岁）  | 文穆皇后王憲嫄 | 以太子即位       |
| 宋明帝刘彧   | 1 | 劉昱   | 庶长子     | 史称宋後廢帝 | 466年－472年 （4岁－10岁）  | 贵妃陳妙登     | 以太子即位       |

### 南朝·齊
| 君主           |   | 皇储   | 与君主关系           | 皇储谥号     | 在位期間                    | 備註 |
| 齊高帝蕭道成   | 1 | 蕭賾   | 嫡长子               | 齊武帝       | 479年－482年 （40岁－43岁） | 嫡妻劉智容所生，以太子即位 |
| 齊武帝蕭賾     | 1 | 蕭長懋 | 嫡长子               | 齊文帝       | 482年－493年 （25岁－36岁） | 嫡妻裴惠昭所生，493年去世 |
|                | 2 | 萧昭业 | 皇太孙，蕭長懋嫡长子 | 史称齊前廢帝 | 493年 （20岁）              | 太子妃王寶明所生，本封南郡王，萧长懋去世后被立为皇太孙，时年21岁。493年，武帝去世后以太孙继位。494年，被萧鸾派兵杀害，追貶為鬱林王。 |
| 齊明帝蕭鸞     | 1 | 蕭寶卷 | 嫡子（排行第二）     | 東昏侯       | 494年－498年 （12岁－16岁） | 西昌侯夫人（追尊皇后）劉惠端所生，以太子即位，被殺後追废为東昏侯                                                                     |
| 齊東昏侯蕭寶卷 | 1 | 蕭誦   | 庶长子               |              | 498年－501年                | 淑仪黄氏所生，立为太子，齐亡被害 |

### 南朝·梁
| 君主           |   | 皇储   | 与君主关系       | 皇储谥号           | 在位期間                    | 備註 |
| 梁武帝萧衍     | 1 | 萧统   | 庶长子           | 昭明太子／昭明皇帝 | 502年－531年 （2岁－31岁）  | 貴嬪丁令光所生，531年去世 |
|                | 2 | 蕭綱   | 庶次子           | 梁簡文帝           | 531年－549年 （29岁－47岁） | 貴嬪丁令光所生，以太子即位 |
| 梁簡文帝蕭綱   | 1 | 蕭大器 | 嫡长子           | 哀太子             | 549年－551年 （27岁－29岁） | 太子妃（追尊皇后）王靈賓所生，被侯景所杀 |
| 梁临贺王蕭正德 | 1 | 萧见理 | 长子             |                    | 548年                       | 被流箭射杀 |
| 梁武陵王萧纪   | 1 | 萧圆照 | 嫡长子           |                    | 552年－553年                | 萧纪败亡后被萧绎囚禁饿死 |
| 梁元帝蕭繹     | 1 | 蕭方矩 | 庶四子           | 愍怀太子           | 552年－554年                | 袁貴人所生，被西魏所杀 |
| 梁贞阳侯蕭淵明 | 1 | 蕭方智 | 堂侄，梁元帝九子 | 梁敬帝             | 555年 （13岁）              | 夏貴妃所生。当梁元帝在江陵被杀之时，555年陈霸先、王僧辯拥立萧方智以太宰承制于建康，但是之后北齐将贞阳侯萧渊明送回之后，王僧辩又拥立萧渊明为皇帝，以萧方智为太子，之后陈霸先诛杀王僧辩，立萧方智为皇帝 |
| 西梁宣帝萧詧   | 1 | 萧岿   | 嫡长子           | 西梁明帝           | 555年－562年 （14岁－21岁） | 王皇后所生，以太子即位 |
| 西梁明帝萧岿   | 1 | 蕭琮   | 嫡长子           | 西梁孝靖帝（后主） | ?－585年 （?－28岁）        | 张皇后所生，以太子即位 |

### 南朝·陳
| 君主         |   | 皇储   | 与君主关系 | 皇储谥号             | 在位期間                    | 生母/本生父母  | 備註                 |
| 陳文帝陈蒨   | 1 | 陳伯宗 | 嫡长子     | 史称陳廢帝           | 559年－566年 （6岁－13岁）  | 安德皇后沈妙容 | 以太子即位           |
| 陳廢帝陳伯宗 | 1 | 陈至泽 | 嫡长子     |                      | 567年－568年 （2岁－3岁）   | 皇后王少姬     | 被废，陈亡后入隋     |
| 陳宣帝陈顼   | 1 | 陳叔寶 | 嫡长子     | 长城炀公，史称陈后主 | 569年－582年 （17岁－30岁） | 皇后柳敬言     | 以太子即位           |
| 陈后主陈叔宝 | 1 | 陈胤   | 庶长子     | 吴兴王               | 582年－588年 （10岁－16岁） | 姬孙氏         | 被废，陈亡后入隋     |
|              | 2 | 陈渊   | 庶子，四子 |                      | 588年－589年 （14岁－15岁） | 贵妃張麗華     | 陈亡后入隋封枹罕太守 |

### 北朝·北魏
| 君主             |   | 皇储   | 与君主关系                    | 皇储谥号   | 在位期間                    | 生母/本生父母 | 備註 |
| 北魏明元帝拓跋嗣 | 1 | 拓跋燾 | 庶长子                        | 北魏太武帝 | 422年－423年 （15岁－16岁） | 杜夫人        | 以太子即位 |
| 北魏太武帝拓跋燾 | 1 | 拓跋晃 | 庶长子                        | 景穆皇帝   | 432年－451年 （5岁－24岁）  | 賀夫人        | 451年暴死 |
| 北魏文成帝拓跋濬 | 1 | 拓跋弘 | 庶长子                        | 北魏獻文帝 | 456年－465年 （3岁－12岁）  | 李貴人        | 以太子即位 |
| 北魏獻文帝拓跋弘 | 1 | 元宏   | 庶长子                        | 北魏孝文帝 | 469年－471年 （3岁－5岁）   | 李夫人        | 献文帝内禅，以太子即位 |
| 北魏孝文帝元宏   | 1 | 元恂   | 庶长子                        |            | 493年－496年 （11岁－14岁） | 贵人林氏      | 被其父拓跋宏废殺 |
|                  | 2 | 元恪   | 庶次子                        | 北魏宣武帝 | 497年－499年 （15岁－17岁） | 贵人高照容    | 以太子即位 |
| 北魏宣武帝元恪   | 1 | 元詡   | 庶子（排行3，唯一存活的儿子） | 北魏孝明帝 | 512年－515年 （3岁－6岁）   | 充华嫔胡氏    | 以太子即位 |
| 北魏孝明帝元詡   | 1 | 元氏   | 庶出独女                      | 女帝       | 528年 （1岁）               | 充华嫔潘外憐  | 528年元诩暴死宫中后，她的祖母灵太后伪称此孙女为男，拥立为帝（以“太子”即位），后发觉真相不可藏，改立年仅3岁的元钊为帝。在位仅一天。灵太后败死，元氏下落不详 |

### 北朝·东魏
| 君主             |   | 皇储   | 与君主关系 | 皇储谥号 | 在位期間     | 備註                             |
| 東魏孝靜帝元善見 | 1 | 元长仁 | 嫡长子     |          | 549年－550年 | 高皇后之子，高歡外孙，被高洋所杀 |

### 北朝·西魏
| 君主           |   | 皇储 | 与君主关系 | 皇储谥号     | 在位期間                    | 備註                                     |
| 西魏文帝元宝炬 | 1 | 元钦 | 嫡长子     | 史称西魏廢帝 | 535年－551年 （11岁－27岁） | 乙弗皇后所生，以太子即位，后被宇文泰所废 |

### 北朝·北齐
| 君主           |   | 皇储   | 与君主关系     | 皇储谥号                 | 在位期間                   | 生母/本生父母  | 備註                                           |
| 北齊文宣帝高洋 | 1 | 高殷   | 嫡长子         | 济南闵悼王，史称北齊廢帝 | 550年－559年 （6岁－15岁） | 昭信皇后李祖娥 | 以太子即位，后被叔父高演废为济南王，次年被杀害 |
| 北齊孝昭帝高演 | 1 | 高百年 | 嫡子（排行二） | 乐陵王                   | 560年－561年 （5岁－6岁）  | 順成皇后元氏   | 其父高演临终废之为乐陵王。后被叔父高湛所杀     |
| 北齊武成帝高湛 | 1 | 高緯   | 嫡子（排行二） | 北齊後主                 | 562年－565年 （7岁－10岁） | 武成皇后胡氏   | 武成帝内禅，以太子即位                         |
| 北齊後主高緯   | 1 | 高恒   | 嫡长子         | 北齊幼主                 | 570年－577年 （1岁－8岁）  | 皇后穆邪利     | 后主内禅，以太子即位                           |

### 北朝·北周
| 君主           |   | 皇储   | 与君主关系 | 皇储谥号 | 在位期間                       | 備註                             |
| 北周武帝宇文邕 | 1 | 宇文贇 | 庶长子     | 北周宣帝 | 572年3月－578年 （14岁－20岁） | 李娥姿所生，以太子即位           |
| 北周宣帝宇文赟 | 1 | 宇文阐 | 嫡长子     | 北周靜帝 | 579年 （7岁）                  | 朱滿月所生，宣帝内禅，以太子即位 |

## 隋
| 君主       |   | 皇储 | 与君主关系 | 皇储谥号           | 在位期間                            | 生母/本生父母              | 備註                                               |
| 隋文帝杨坚 | 1 | 杨勇 | 嫡长子     | 房陵王             | 581年－600年 （不到20岁－不到40岁） | 文献皇后獨孤伽羅           | 后被废为庶人，其弟杨广即位后将其赐死。追封为房陵王 |
|            | 2 | 杨广 | 嫡次子     | 隋炀帝             | 601年－604年 （33岁－36岁）         | 文献皇后獨孤伽羅           | 以太子即位                                         |
| 隋炀帝楊廣 | 1 | 楊昭 | 嫡长子     | 元德太子／孝成皇帝 | 605年－606年 （22岁－23岁）         | 炀愍皇后萧氏（时为晋王妃） | 606年去世，被儿子杨侗追谥为皇帝                    |

## 唐
| 君主         |   | 皇储                         | 与君主关系                           | 皇储谥号     | 在位期間                    | 生母/本生父母                | 備註 |
| 唐高祖李渊   | 1 | 李建成                       | 嫡长子                               | 隐太子       | 618年－626年 （30岁－38岁） | 太穆皇后窦氏                 | 626年玄武门之变被其弟李世民所杀 |
|              | 2 | 李世民                       | 嫡子，次子                           | 唐太宗       | 626年 （29岁）              | 太穆皇后窦氏                 | 玄武门之变后被册为太子，高祖内禅，以太子即位 |
| 唐太宗李世民 | 1 |                              | 嫡长子                               | 恒山愍王     | 626年－643年 （9岁－26岁）  | 文德皇后长孙氏（时为秦王妃） | 643年被废 |
|              | 2 | 李治                         | 嫡子，九子                           | 唐高宗       | 643年－649年 （16岁－22岁） | 文德皇后长孙氏               | 以太子即位 |
| 唐高宗李治   | 1 | 李忠                         | 庶长子                               | 燕王         | 652年－656年 （10岁－14岁） | 劉宮人                       | 王皇后养子，656年废为梁王，664年被赐死 |
|              | 2 | 李弘                         | 嫡子，五子                           | 義宗孝敬皇帝 | 656年－675年 （5岁－24岁）  | 圣神皇帝武则天（时为昭仪）   | 病逝 |
|              | 3 | 李賢                         | 嫡子，六子                           | 章怀太子     | 675年－680年 （22岁－27岁） | 圣神皇帝武则天（时为昭仪）   | 被废，后被其母武则天赐死 |
|              | 4 | 李顯                         | 嫡子，七子                           | 唐中宗       | 680年－683年 （25岁－28岁） | 圣神皇帝武则天               | 以太子即位，后被废为庐陵王，后复位 |
|              | 5 | 李重照                       | 皇太孙，李哲嫡长子                   | 懿德太子     | 682年－683年 （1岁－2岁）   | 韦皇后（时为太子妃）         | 682年，于李显仍健在并未被废黜的情况之下被封为皇太孙，太子、太孙并存，时年仅1岁，不过太孙并不开府设官。                                                               |
| 唐中宗李顯   | 1 | 李重照（圣历年间改名李重润） | 嫡长子                               | 懿德太子     | 683年－684年 （2岁－3岁）   | 韦皇后（时为太子妃）         | 684年未及由皇太孙改封为皇太子即随父被废，圣历年间因其父复为皇太子，改封邵王。大足元年被祖母武则天赐死                                                                |
| 唐睿宗李旦   | 1 | 李成器                       | 嫡长子                               | 让皇帝       | 684年－690年 （6岁－12岁）  | 劉皇后（时为孺人）           | 690年因祖母武则天称帝，降为皇孙。其父睿宗即位后，辞位不为太子，封宋王、宁王                                                                                          |
| 則天皇帝武曌 | 1 | 武旦                         | 皇嗣，武則天第四子（高宗嫡子，八子） | 唐睿宗       | 690年－698年 （29岁－37岁） | 圣神皇帝武则天               | 690年因其母武则天称帝，降为皇嗣，改姓武，698年改封相王 |
|              | 2 | 武显                         | 武則天第三子（高宗嫡子，七子）       | 唐中宗       | 698年－705年 （43岁－50岁） | 圣神皇帝武则天               | 698年由其母武则天重新立为太子，改名武显。705年神龙革命，武则天将皇帝位传给李显。李显恢复唐为国号，复名李显                                                           |
| 唐中宗李显   | 2 | 李重俊                       | 庶子，三子                           | 节愍太子     | 706年－707年 （23岁－24岁） | 后宫某氏                     | 反对嫡母韦皇后的政变失败被殺 |
| 唐睿宗李旦   | 2 | 李隆基                       | 庶子，三子                           | 唐玄宗       | 710年－712年 （26岁－28岁） | 德妃窦氏                     | 睿宗内禅，以太子即位 |
| 唐玄宗李隆基 | 1 | 李瑛                         | 庶子，次子                           |              | 714年－737年 （5岁－28岁）  | 趙麗妃（时为临淄王侧妃）     | 被其父李隆基廢杀 |
|              | 2 | 李亨                         | 庶子，三子                           | 唐肅宗       | 738年－756年 （28岁－46岁） | 楊貴嬪（时为良媛）           | 安史之亂，玄宗与皇室成员一同西逃，马嵬驿赐死杨贵妃后，玄宗逃向四川，太子李亨奔灵武，并于该地即位，是为肃宗，尊玄宗为太上皇，玄宗只能追认肃宗的即位                   |
| 唐肅宗李亨   | 1 | 李豫                         | 庶长子                               | 唐代宗       | 758年－762年 （33岁－37岁） | 吳宮人                       | 以太子即位 |
| 唐代宗李豫   | 1 | 李                           | 庶长子                               | 唐德宗       | 764年－779年 （23岁－38岁） | 妾沈氏                       | 以太子即位 |
| 唐德宗李     | 1 | 李誦                         | 嫡长子                               | 唐順宗       | 779年－805年 （19岁－45岁） | 王淑妃（后为皇后）           | 以太子即位 |
| 唐顺宗李誦   | 1 | 李純                         | 庶长子                               | 唐憲宗       | 805年 （28岁）              | 莊憲皇后                     | 顺宗内禅，以太子即位 |
| 唐宪宗李純   | 1 | 李寧                         | 庶长子                               | 惠昭太子     | 809年－811年 （17岁－19岁） | 紀美人                       | 811年去世 |
|              | 2 | 李恆                         | 嫡子，三子                           | 唐穆宗       | 812年－820年 （18岁－26岁） | 郭貴妃                       | 以太子即位 |
| 唐穆宗李恆   | 1 | 李湛                         | 庶长子                               | 唐敬宗       | 822年－824年 （14岁－16岁） | 王貴妃                       | 以太子即位 |
| 唐文宗李昂   | 1 | 李永                         | 庶长子                               | 莊恪太子     | 832年－838年                | 王德妃                       | 838年去世 |
|              | 2 | 李成美                       | 侄子                                 |              | 839年－840年                |                              | 唐敬宗六子，840年，宦官仇士良乘文宗卧病将其废黜为陈王，后被赐死 |
|              | 3 | 李瀍                         | 皇太弟，文宗五弟                     | 唐武宗       | 840年 （27岁）              | 穆宗韋妃                     | 840年，宦官仇士良废太子李成美后所改立，文宗去世后继位，是为武宗 |
| 唐武宗李炎   | 1 | 李忱                         | 皇太叔，宪宗十三子                   | 唐宣宗       | 846年 （37岁）              | 宪宗鄭宮人                   | 846年，武宗病重，以诸皇子年纪尚幼，下诏封李忱为皇太叔，实际上人选是由诸宦官决定，846年，武宗去世后继位，是为宣宗                                                     |
| 唐宣宗李忱   | 1 | 李漼                         | 庶长子                               | 唐懿宗       | 859年 （27岁）              | 晁美人                       | 宦官王宗实乘宣宗卧病，拥立为太子 |
| 唐懿宗李漼   | 1 | 李儇                         | 五子                                 | 唐僖宗       | 873年 （12岁）              | 王貴妃                       | 宦官劉行深乘懿宗卧病，拥立为太子，以太子即位 |
| 唐僖宗李儇   | 1 | 李曄                         | 皇太弟，僖宗七弟                     | 唐昭宗       | 888年 （21岁）              | 宫人王氏                     | 僖宗病重时，被宦官楊復恭所推，矫诏所立，888年，僖宗去世后继位，是为昭宗                                                                                              |
| 唐昭宗李曄   | 1 | 李𥙿                         | 嫡长子                               |              | 897年－901年                | 何皇后（时为淑妃）           | 宦官劉季述、王仲先等为求自保，故拥立太子李裕，李晔被幽禁并尊为太上皇，901年，孙德昭等人杀刘季述、王仲先等，迎昭宗复位，废为德王，昭宗死后未能继位，904年被蒋玄晖所杀 |
|              | 2 | 李祝                         | 嫡子，九子                           | 唐哀帝       | 904年 （13岁）              | 何皇后（时为淑妃）           | 以太子即位，被朱温废黜，唐朝灭亡 |

### 秦
| 君主 |   | 皇储 | 与君主关系 | 皇储谥号 | 在位期間    | 生母/本生父母 | 備註                                                     |
| 朱泚 | 1 | 朱遂 | 兄子       |          | 783年       |               | 同年朱泚改立弟朱滔为皇太弟。朱泚败亡后下落不明，一说被杀 |
|      | 2 | 朱滔 | 弟         |          | 783年—784年 |               | 投降唐朝                                                 |

## 五代十國

### 五代
后梁、后唐、后晋、后汉、后周以及北宋前25年，都没有册立太子。依照五代时期的惯例，出任京尹（开封府尹、河南府尹）者，多被视为储贰：
- 后梁太祖朱温以养子朱友文为开封尹，乾化二年（912年）临终前有意传位于朱友文，被三子朱友珪刺杀。朱友珪废朱友文为庶人，杀害其全家，并将其改回原名康勤。
- 后唐明宗李嗣源李嗣源的长子李从审在邺都之变中路遇仇家被斩杀，以次子秦王李从荣为河南府尹（后唐定都河南府，即洛阳）。李从荣后因谋反被杀，未即位。
- 后晋高祖石敬瑭封嗣子（侄子）郑王石重贵为开封府尹。石重贵后来即位为晋出帝。
- 后汉高祖刘知远封长子刘承训为开封府尹。刘承训早死，未能继位。
- 后周太祖郭威封嗣子晋王郭荣为开封府尹。郭荣后来即位为周世宗。
- 宋太祖赵匡胤在建隆二年，即北宋开国的第二年，以皇弟晋王赵光义为开封府尹。赵光义后来即位为宋太宗。赵光义即位后，封弟齐王赵廷美为开封府尹。
- 宋太宗于986年以20岁的次子许王赵元僖为开封府尹，992年，赵元僖被侍妾张梳头毒死，追赠恭孝太子、昭成太子。

### 十國·南吳
| 君主         |   | 皇储 | 与君主关系 | 皇储谥号 | 在位期間                    | 備註                                             |
| 南吳睿帝杨溥 | 1 | 杨琏 | 嫡长子     | 弘农靖王 | 930年－937年 （11岁－18岁） | 王皇后之子。杨吴禅代南唐后降封为弘农郡王，后暴卒 |

### 十國·南唐
| 君主         |   | 皇储   | 与君主关系       | 皇储谥号     | 在位期間                    | 備註 |
| 南唐烈祖李昪 | 1 | 李璟   | 嫡长子           | 南唐元宗     | 940年－943年 （25岁－28岁） | 宋皇后之子，以太子即位 |
| 南唐元宗李璟 | 1 | 李景遂 | 皇太弟，元宗三弟 | 文成太弟     | 947年－958年 （28岁－39岁） | 947年，李璟称兄终弟及乃其父南唐烈祖李昪遗命，南唐屡败于后周，958年，李景遂请辞太弟，被改封晋王，李璟另封嫡长子李弘冀为太子。后为李弘冀派人毒杀，被追赠为皇太弟 |
|              | 2 | 李弘冀 | 嫡长子           | 文献太子     | 958年－959年                | 鍾皇后所生，病逝 |
|              | 3 | 李煜   | 嫡子，六子       | 史称南唐後主 | 961年 （25岁）              | 鍾皇后所生，以太子即位 |

### 十國·闽
| 君主         |   | 皇储   | 与君主关系 | 皇储谥号 | 在位期間     | 備註                                         |
| 闽惠宗王延鈞 | 1 | 王继鹏 | 嫡次子     | 闽康宗   | 930年－937年 | 嫡妃刘华（南汉清远公主）所生，弑父以太子继位 |

### 十國·前蜀
| 君主         |   | 皇储   | 与君主关系 | 皇储谥号     | 在位期間                        | 備註                                   |
| 前蜀高祖王建 | 1 | 王宗懿 | 庶子，次子 |              | 908年－913年 （17岁－22岁）     | 張貴妃所生，誅殺王建宠臣唐道袭之後被殺 |
|              | 2 | 王衍   | 庶子，11子 | 史称前蜀後主 | 913年10月－918年 （13岁－18岁） | 小徐妃所生，以太子即位                 |

### 十國·後蜀
| 君主           |   | 皇储   | 与君主关系 | 皇储谥号     | 在位期間                    | 備註                                           |
| 後蜀高祖孟知祥 | 1 | 孟昶   | 五子       | 史称後蜀後主 | 934年 （16岁）              | 以太子即位                                     |
| 後蜀後主孟昶   | 1 | 孟玄喆 | 长子       |              | 962年－965年 （26岁－29岁） | 亡国后随父入宋，被宋太祖封为太尉，泰宁军节度使 |

## 宋

### 北宋
| 君主         |   | 皇储 | 与君主关系 | 皇储谥号 | 生母/本生父母                                                  | 在位期間                      | 備註                 |
| 宋太宗趙匡義 | 1 | 趙恆 | 庶子，三子 | 宋真宗   | 李夫人                                                         | 995年－997年 （28岁－30岁）   | 以太子即位           |
| 宋真宗趙恆   | 1 | 趙禎 | 庶子，六子 | 宋仁宗   | 母李氏，刘德妃夺为己子，后刘氏为皇后。                         | 1018年－1022年 （9岁－13岁）  | 以太子即位           |
| 宋仁宗趙禎   | 1 | 趙曙 | 堂侄       | 宋英宗   | 太宗曾孙，商恭靖王赵元份之孙，濮安懿王赵允让之子，生母妾室任氏 | 1062年－1063年 （31岁－32岁） | 以太子即位           |
| 宋英宗趙曙   | 1 | 赵顼 | 嫡长子     | 宋神宗   | 高皇后                                                         | 1066年－1067年 （19岁－20岁） | 以太子即位           |
| 宋神宗赵顼   | 1 | 趙煦 | 庶子，六子 | 宋哲宗   | 朱德妃                                                         | 1085年 （9岁）                | 以太子即位           |
| 宋徽宗趙佶   | 1 | 趙桓 | 嫡长子     | 宋欽宗   | 王皇后                                                         | 1115年－1125年 （16岁－26岁） | 徽宗内禅，以太子即位 |
| 宋钦宗趙桓   | 1 | 趙諶 | 嫡长子     |          | 朱皇后                                                         | 1126年－1127年 （10岁－11岁） | 靖康之变中被金人所虜 |

### 南宋
| 君主       |   | 皇储 | 与君主关系   | 皇储谥号 | 在位期間                      | 備註 |
| 宋高宗趙構 | 1 | 赵旉 | 庶子，独生子 | 元懿太子 | 1129年 （3岁）                | 潘贤妃所生，1129年，苗溥、刘彦正逼迫高宗退位，拥立赵旉为傀儡皇帝，宰相张浚闻知，便杀死刘彦正等人拥立高宗复位。赵旉被废位后封魏国公，不久后便受惊而死         |
|            | 2 | 趙昚 | 族侄         | 宋孝宗   | 1162年 （36岁）               | 宋高宗养子，宋太祖七世孙，秦王趙德芳的六世孙，父亲为秀安僖王趙子偁，生母为张夫人。由于高宗的唯一儿子元懿太子夭折后再没有嗣子，所以只好从其他宗族中选择后继者 |
| 宋孝宗趙昚 | 1 | 赵愭 | 嫡长子       | 庄文太子 | 1165年－1167年 （22岁－24岁） | 郭夫人所生，早亡 |
|            | 2 | 趙惇 | 嫡子，次子   | 宋光宗   | 1171年－1189年 （25岁－43岁） | 郭夫人所生，孝宗内禅，以太子即位 |
| 宋光宗趙惇 | 1 | 趙擴 | 嫡长子       | 宋寧宗   | 1194年 （27岁）               | 李皇后所生，光宗内禅，以太子即位 |
| 宋宁宗趙擴 | 1 | 赵询 | 族侄         | 景献太子 | 1205年－1220年 （14岁－29岁） | 宋太祖次子燕王赵德昭九世孙 |
|            | 2 | 赵竑 | 族侄         | 镇昭肃王 | 1221年－1224年                | 宋太祖四子秦王赵德芳九世孙，原為宋寧宗堂弟沂王趙抦之嗣。由于不满权臣史弥远，曾扬言即位后将处置史弥远，史得知，便在寧宗驾崩后聯同楊皇后假傳寧宗遺詔，废赵竑   |
| 宋理宗趙昀 | 1 | 趙禥 | 侄子         | 宋度宗   | 1260年－1264年 （21岁－25岁） | 理宗弟嗣荣王赵与芮之子，宋理宗的侄儿，以太子即位 |

## 遼
| 君主             |   | 皇储       | 与君主关系       | 皇储谥号         | 在位期間                      | 備註 |
| 遼太祖耶律阿保机 | 1 | 耶律倍     | 嫡长子           | 遼義宗           | 916年－926年 （18岁－28岁）   | 述律平所生，封为东丹王，生遼世宗耶律阮 |
| 遼太宗耶律德光   | 1 | 耶律李胡   | 皇太弟，三弟     | 章肅帝           | 930年－947年 （20岁－37岁）   | 太后述律平的幼子，受述律太后宠爱，947年，太宗在河南汴梁皇宫将国号“大契丹国”改为“大辽”，从大契丹国皇帝变为大辽皇帝，辽朝国号正式出现，数月后，太宗于率军回国途中去世，皇侄永康王耶律兀欲时随军，趁机即帝位，是为世宗，耶律李胡被废 |
| 遼聖宗耶律隆緒   | 1 | 耶律宗真   | 庶长子           | 遼興宗           | 1021年－1031年 （6岁－16岁）  | 蕭耨斤所生，以太子即位 |
| 遼興宗耶律宗真   | 1 | 耶律重元   | 皇太弟，二弟     |                  | 1037年－1055年 （17岁－35岁） | 蕭耨斤所生，1055年，兴宗去世，皇子道宗耶律洪基继位，被改封为皇太叔 |
| 遼道宗耶律洪基   | 1 | 耶律重元   | 皇太叔，二叔     |                  | 1055年－1063年 （35岁－43岁） | 1055年，兴宗同母之次弟，本在兴宗朝时为皇太弟，兴宗子道宗即位后，将其改封为皇太叔，1063年，耶律重元与其子耶律涅鲁古发动灤河之亂，事败后自杀                                                                                        |
|                  | 2 | 耶律濬     | 嫡长子           | 昭怀太子／遼順宗 | 1065年－1077年 （8岁－20岁）  | 蕭觀音所生，1077年，耶律乙辛陷害皇太子谋反，使道宗废其为庶人，耶律浚被耶律乙辛的手下所杀，死时才二十岁 |
| 遼天祚帝耶律延禧 | 1 | 耶律和魯斡 | 皇太叔，二叔祖父 | 义和仁寿皇太叔   | 1103年－1110年 （63岁－70岁） | 兴宗蕭皇后所生，道宗同母之次弟，1106年，被封为义和仁寿皇太叔，1110年，天祚帝尚在位时去世 |

## 金
| 君主                   |   | 皇储     | 与君主关系             | 皇储谥号         | 在位期間                      | 備註 |
| 金太祖完顏阿骨打       | 1 | 完顏晟   | 谙版勃极烈，四弟       | 金太宗           | 1115年－1123年 （41岁－49岁） | 金国初年采兄终弟及制，完颜吴乞买于其兄金太祖在位时被封为谙版勃极烈，“谙版勃极烈”有储君之意，所以完颜吴乞买的地位就相当于皇太弟，1123年，太祖去世后继位，是为太宗                                   |
| 金太宗完顏晟           | 1 | 完颜斜也 | 谙版勃极烈，五弟       | 辽智烈王         | 1123年－1130年                | 金国初年采兄终弟及制，金太宗即位后，将谙版勃极烈之称号转授其弟完颜斜也，1130年，太宗尚在位时去世                                                                                                   |
|                        | 2 | 完顏亶   | 谙版勃极烈，侄孙       | 金熙宗           | 1132年－1135年 （14岁－17岁） | 太祖之嫡长子完颜宗峻之嫡子，1130年，原谙版勃极烈完颜斜也去世后，储君之位虚悬。1132年 ，经诸臣建议，始立完颜亶为谙版勃极烈，时年14岁。实则，完颜亶是太宗的“侄孙”。 1135年，太宗去世后继位，是为熙宗 |
| 金熙宗（金閔宗）完顏亶 | 1 | 完顏濟安 | 嫡长子                 | 英悼太子         | 1142年 （1岁）                | 裴滿皇后所生，三月册立，十二月去世 |
| 金海陵王完顏亮         | 1 | 完顏光英 | 嫡长子                 |                  | 1152年－1161年 （3岁－12岁）  | 徒單皇后所生，1161年，完顏亮被杀，光英也在金南京被杀，时年十二 |
| 金世宗完顏雍           | 1 | 完顏允恭 | 嫡子，次子             | 宣孝太子／金顯宗 | 1162年－1185年 （17岁－40岁） | 烏林答皇后所生，1185年完颜允恭去世 |
|                        | 2 | 完顏璟   | 皇太孙，完颜允恭嫡长子 | 金章宗           | 1186年－1189年 （19岁－22岁） | 世宗之太子完颜允恭之子，徒單夫人所生，1185年完颜允恭去世后被封为原王。1186年，被立为皇太孙，时年19岁，1189年，世宗去世后继位，是为章宗                                                             |
| 金衛紹王完顏永濟       | 1 | 完顏從恪 | 嫡长子                 |                  | 1210年－1213年                | 徒單皇后所生，胡沙虎弑君，废完顏从恪 |
| 金宣宗完顏珣           | 1 | 完顏守忠 | 嫡长子                 | 庄献太子         | 1213年－1215年                | 1215年正月去世 |
|                        | 2 | 完顏鏗   | 皇太孙，完顏守忠子     | 冲怀太孙         | 1215年 （2岁）                | 1215年冬去世，只两岁 |
|                        | 3 | 完顏守礼 | 庶子，三子             | 金哀宗           | 1216年－1223年 （19岁－26岁） | 王元妃所生，以太子即位 |

## 元
| 君主                 |   | 皇储           | 与君主关系       | 皇储谥号 | 在位期間                      | 備註 |
| 元太祖铁木真         | 1 | 窝阔台         | 嫡三子           | 元太宗   | 1219年－1229年 （34岁－44岁） | 孛兒帖皇后所生，1219年西征前元太祖成吉思汗立为继承人，1227年元太祖去世，拖雷监国两年后，1229年登基成为大蒙古国皇帝（蒙古帝国大汗），去世后追尊为元太宗。 |
| 元太宗窝阔台         | 1 | 失烈门         | 皇太孙，阔出之子 |          | 1236年－1241年                | 元太宗窝阔台有意立其子阔出为继承人，1236年阔出去世，太宗于是指定阔出之子失烈门为继承人，1241年太宗去世，太宗昭慈皇后（乃马真后）临朝称制，采用种种手段，剥夺了失烈门的继承权，最终使得她的儿子贵由1246年成功登基成为大蒙古国皇帝（蒙古帝国大汗），去世后追尊为元定宗。定宗1248年去世，生前未立继承人，之后定宗钦淑皇后（海迷失后）临朝称制，1251年宗王们拥立拖雷嫡长子蒙哥登基成为大蒙古国皇帝（蒙古帝国大汗），去世后追尊为元宪宗。宪宗1259年去世，生前未立继承人，1260年其弟忽必烈和阿里不哥分别在部分宗王的支持下先后登基成为大蒙古国皇帝（蒙古帝国大汗），1264年忽必烈最终取胜，忽必烈就是元世祖，他于1271年将国号“大蒙古国”改为“大元”，从大蒙古国皇帝变为大元皇帝，元朝国号正式出现。 |
| 元世祖忽必烈         | 1 | 真金           | 嫡次子           | 元裕宗   | 1273年－1286年 （31岁－44岁） | 察必皇后所生，1286年去世，1293年其子铁穆耳被立为继承人，1294年即位，是为成宗 |
|                      | 2 | 鐵穆耳         | 皇太孙，真金三子 | 元成宗   | 1293年－1294年 （29岁－30岁） | 世祖之太子真金之子，1286年1月真金去世，世祖一直未确定继承人。1293年，被授予原来太子的旧玺，时年29岁。 1294年，世祖去世后继位，是为成宗 |
| 元成宗鐵穆耳         | 1 | 德壽           | 嫡子             |          | 1305年－1306年                | 失憐答里（弘吉剌氏）所生，1306年1月去世 |
| 元武宗海山           | 1 | 愛育黎拔力八達 | 皇太弟，次弟     | 元仁宗   | 1307年－1311年 （23岁－27岁） | 元順宗答己夫人所生，元成宗去世，皇子海山坐镇和林，皇后及忽必烈子阿难达欲排除海山，海山之弟爱育黎拔力八达抢先入宫平变并监国，以待海山即帝位，因功被海山立为皇太弟，但史书大部分记载其为皇太子，1311年，武宗去世后继位，是为仁宗 |
| 元仁宗愛育黎拔力八達 | 1 | 碩德八剌       | 嫡长子           | 元英宗   | 1316年－1320年 （14岁－18岁） | 阿納失失里（弘吉剌氏）所生，以太子即位 |
| 泰定帝也孫鐵木兒     | 1 | 阿速吉八       | 嫡长子           | 元天順帝 | 1324年－1328年 （5岁－9岁）   | 八不罕皇后所生，以太子即位 |
| 元明宗和世琜         | 1 | 圖帖睦爾       | 次弟             | 元文宗   | 1329年 （26岁）               | 武宗唐兀妃子所生，1329年，元文宗逊位，与燕帖木儿前去迎接，途中就把明宗毒死，复即帝位。 |
| 元文宗圖帖睦爾       | 1 | 阿剌忒纳答剌   | 嫡长子           |          | 1330年－1331年                | 卜答失里皇后所生，1331年去世 |
| 元惠宗妥懽帖睦爾     | 1 | 燕帖古思       | 堂弟             |          | 1333年－1340年                | 文宗卜答失里皇后所生，1340年被废 |
|                      | 2 | 愛猷識理答臘   | 长子             | 元昭宗   | 1353年－1370年 （15岁－32岁） | 奇皇后所生，1370年以太子即位 |

## 明
| 君主         |   | 皇储   | 与君主关系             | 皇储谥号         | 在位期間                      | 備註 |
| 明太祖朱元璋 | 1 | 朱標   | 嫡长子                 | 懿文太子，明興宗 | 1368年－1392年 （14岁－38岁） | 馬皇后所養，可能為李淑妃所生，1392年去世 |
|              | 2 | 朱允炆 | 皇太孙，朱標庶子，次子 | 建文帝           | 1392年－1398年 （16岁－22岁） | 太子妃吕氏所生。1392年，朱标去世后不久就被封为皇太孙，时年16岁，1398年，太祖去世后继位 |
| 建文帝朱允炆 | 1 | 朱文奎 | 嫡长子                 | 和简太子         | 1399年－1402年 （4岁－7岁）   | 馬皇后（时为皇太孙妃）所生，1402年，明成祖攻入南京之后，明惠帝及朱文奎均不知所终，传闻中朱文奎亦死于皇宫大火                                                                                       |
| 明成祖朱棣   | 1 | 朱高熾 | 嫡长子                 | 明仁宗           | 1404年－1424年 （27岁－47岁） | 徐皇后（时为燕王妃）所生，以太子即位 |
|              | 2 | 朱瞻基 | 皇太孙，朱高炽嫡长子   | 明宣宗           | 1411年－1424年 （14岁－27岁） | 1411年，于朱高炽仍健在并未被废黜的情况之下，被封为皇太孙，太子、太孙并存，时年14岁，1424年，成祖去世后，太子朱高炽继位，是为仁宗，朱瞻基被改立为皇太子                                             |
| 明仁宗朱高熾 | 1 | 朱瞻基 | 嫡长子                 | 明宣宗           | 1424年－1425年 （27岁－28岁） | 張皇后（时为燕世子妃）所生，以太子即位 |
| 明宣宗朱瞻基 | 1 | 朱祁镇 | 嫡长子                 | 明英宗           | 1428年－1435年 （2岁－9岁）   | 孫皇后（时为贵妃）所生，以太子即位 |
| 景泰帝朱祁鈺 | 1 | 朱见深 | 侄子，英宗庶长子       | 明憲宗           | 1449年－1452年 （3岁－6岁）   | 英宗周貴妃所生，土木之变，英宗被瓦剌掳去，景泰帝即位，孫太后命代宗立朱見深为皇太子，景泰三年（1452年），被废为沂王                                                                                 |
|              | 2 | 朱見濟 | 嫡长子                 | 懷獻太子         | 1452年－1453年 （5岁－6岁）   | 杭皇后所生，1453年去世 |
| 明英宗朱祁镇 | 1 | 朱見深 | 庶长子                 | 明憲宗           | 1457年－1464年 （11岁－18岁） | 周貴妃所生，天顺元年（1457年）英宗复辟，朱见深改名朱見濡，又被立为皇太子，英宗去世后，以太子即位                                                                                                   |
| 明宪宗朱見深 | 1 | 朱祐極 | 庶子，次子             | 悼恭太子         | 1471年－1472年 （3岁－4岁）   | 柏賢妃所生，1472年去世 |
|              | 2 | 朱祐樘 | 庶子，三子             | 明孝宗           | 1475年－1487年 （6岁－18岁）  | 紀淑妃（时为宫人）所生，以太子即位 |
| 明孝宗朱祐樘 | 1 | 朱厚照 | 嫡长子                 | 明武宗           | 1492年－1505年 （2岁－15岁）  | 張皇后所生，以太子即位 |
| 明世宗朱厚熜 | 1 | 朱载𡓝 | 庶子，次子             | 庄敬太子         | 1539年－1549年 （4岁－14岁）  | 王贵妃（时为昭妃）所生，1549年去世 |
| 明穆宗朱載坖 | 1 | 朱翊鈞 | 庶子，三子             | 明神宗           | 1568年－1572年 （6岁－10岁）  | 李貴妃（时为裕王侧妃）所生，以太子即位 |
| 明神宗朱翊鈞 | 1 | 朱常洛 | 庶长子                 | 明光宗           | 1601年－1620年 （20岁－39岁） | 王恭妃所生，以太子即位 |
| 崇祯帝朱由檢 | 1 | 朱慈烺 | 嫡长子                 | 献愍太子／悼皇帝 | 1630年－1644年 （2岁－16岁）  | 周皇后所生，崇祯十七年（1644年），李自成攻入北京，封朱慈烺为宋王，败退时被送给吴三桂。清军到北京，吴三桂希望立朱慈烺为明帝，但被摄政王多尔衮拒绝。吴三桂愤而挟持朱慈烺到山西，朱慈烺死在陕西宁家湾 |
| 明昭宗朱由榔 | 1 | 朱慈煊 | 嫡子，三子             | 哀愍太子         | 1651年－1662年 （4岁－15岁）  | 王皇后所生，永历十六年（1662年）与其父一同被吴三桂杀于滇京行宫 |

## 清
| 君主       |   | 皇储 | 与君主关系         | 皇储廟/諡号 | 在位期間                                                 | 備註 |
| 清世祖福臨 | 1 | 玄燁 | 庶子，三子         | 清聖祖      | 1661年 （8岁）                                           | 佟佳庶妃所生，遗诏立为太子，释服即位 |
| 清聖祖玄燁 | 1 | 胤礽 | 嫡子，次子         | 理密亲王    | 1675年－1708年，1709年－1711年 （2岁－35岁，36岁－38岁） | 赫舍里皇后所生，两立两废 |
| 清世宗胤禛 | 1 | 弘曆 | 密储，庶子，四子   | 清高宗      | 1723年－1735年 （13岁－25岁）                            | 鈕祜祿熹貴妃（时为格格）所生，密储立为太子，释服即位 |
| 清高宗弘曆 | 1 | 永琏 | 密储，嫡子，次子   | 端慧皇太子  | 1736年－1738年 （7岁－9岁）                              | 富察皇后（时为嫡福晋）所生，密储立为太子，1738年去世 |
|            | 2 | 顒琰 | 密储，庶子，十五子 | 清仁宗      | 1795年－1796年 （36岁－37岁）                            | 魏佳皇貴妃（时为令贵妃）所生，密储立为太子，1795年九月，明诏立为太子，次年正月乾隆禅位 |
| 清仁宗顒琰 | 1 | 旻宁 | 密储，嫡子，次子   | 清宣宗      | 1799年－1820年 （18岁－39岁）                            | 喜塔拉皇后（时为嫡福晋）所生，密储立为太子，一说乃其继母孝和睿皇后所立。释服即位 |
| 清宣宗旻宁 | 1 | 奕詝 | 密储，嫡子，四子   | 清文宗      | 1846年－1850年 （16岁－20岁）                            | 钮祜禄皇后（时为全贵妃）所生，密储立为太子，释服即位 |
| 清文宗奕詝 | 1 | 载淳 | 庶长子             | 清穆宗      | 1861年 （6岁）                                           | 叶赫那拉懿貴妃（时为懿嫔）所生，文宗临终立为太子，释服即位 |
| 清德宗载湉 | 1 | 溥儁 | 族侄               |             | 1899年－1900年 （15岁－16岁）                            | 道光帝曾孙，惇亲王奕誴孙，端郡王载漪之子，光绪帝主持“戊戌变法”失败，慈禧欲废黜光绪，乃于1899年3月18日诏溥儁入宫，封为大阿哥，但外国公使均不承认，慈禧被迫停止廢立計劃。八國聯軍之役後，慈禧太后以「縱容義和團、獲罪祖宗」之名廢除溥儁大阿哥之位，命其仍歸宗載漪 |